# Nova Rota da Seda

China em vermelho, membros do Banco Asiático de Investimento em Infraestrutura em laranja, os seis corredores em preto e azul.

Iniciativa do Cinturão e Rota (em inglês:  Belt and Road Initiative), também conhecida como Um Cinturão, Uma Rota (em inglês:  One Belt One Road, em chinês:  一带一路)) ou Cinturão Econômico da Rota da Seda e a Rota da Seda Marítima do Século 21 (em chinês:  丝绸之路经济带和21世纪海上丝绸之路), ou Nova Rota da Seda, é uma estratégia de desenvolvimento adotada pelo governo chinês envolvendo desenvolvimento de infraestrutura e investimentos em países da Europa, Ásia e África.
"Cinturão" refere-se às rotas terrestres ou ao Cinturão Econômico da Rota da Seda; enquanto "Rota" refere-se às rotas marítimas, ou à Rota da Seda Marítima do Século 21. Até 2016, a iniciativa era oficialmente conhecida como a iniciativa Um Cinturão, Uma Rota, mas o nome oficial foi alterado porque o governo chinês considerou a ênfase na palavra "um" propensa a erros de interpretação.
O governo chinês chama à iniciativa "tentativa de melhorar a conectividade regional e abraçar um futuro mais brilhante". Observadores, no entanto, vêem isso como um impulso para o domínio chinês nos assuntos globais com uma rede comercial centrada na China.
Os defensores elogiam o BRI por seu potencial de impulsionar o PIB mundial, particularmente nos países sem desenvolvimento. No entanto, também houve críticas sobre violações de direitos humanos e impacto ambiental, bem como preocupações com a diplomacia da armadilha da dívida, resultando em neocolonialismo e imperialismo econômico.

## Contexto histórico
A iniciativa foi apresentada pelo secretário-geral do Partido Comunista Chinês (PCCh) Xi Jinping em setembro e outubro de 2013 durante visitas ao Cazaquistão e à Indonésia, e posteriormente promovida pelo primeiro-ministro chinês Li Keqiang durante visitas de Estado à Ásia e Europa. A iniciativa recebeu cobertura intensiva da mídia estatal chinesa e, em 2016, tornou-se frequentemente apresentada no Diário do Povo.

## Membros
Os países se juntam à Iniciativa Cinturão e Rota assinando um memorando de entendimento com a China sobre sua participação nela. O Governo da China mantém uma lista de todos os países envolvidos em seu Portal Cinturão e Rota, e a agência de notícias estatal Xinhua News Agency emite um comunicado de imprensa sempre que um memorando de entendimento relacionado à Iniciativa do Cinturão e Rota é assinado com um novo país. Sem contar a China, havia 154 países formalmente filiados à Iniciativa do Cinturão e Rota Desde agosto de  2023 de acordo com observadores do Centro de Desenvolvimento e Finanças Verdes da Universidade de Fudan, e uma análise independente da Alemanha, da mesma época, também encontrou 148 estados-membros de 249 entidades políticas pesquisadas. O Conselho de Relações Exteriores também descobriu 139 países membros em março de 2021; países que estão documentados como tendo aderido desde então incluem a Síria and Argentina. A lista completa dos membros atuais de acordo com o governo chinês está abaixo:
1. Afghanistan[24]
2. Albânia[24]
3. Argélia[24]
4. Angola[24]
5. Antígua e Barbuda[24]
6. Armênia[24]
7. Áustria[24]
8. Azerbaijão[24]
9. Bahrein[24]
10. Bangladesh[24]
11. Barbados[24]
12. Bielorrússia[24]
13. Benim[24]
14. Bolívia[24]
15. Bósnia e Herzegovina[24]
16. Botsuana[24]
17. Brunei[24]
18. Bulgária[24]
19. Burkina Faso[25]
20. Burundi[24]
21. Camboja[24]
22. Cabo Verde[24]
23. Camarões[24]
24. República Centro-Africana[24]
25. Chade[24]
26. Chile[24]
27. China[24]
28. Comores[24]
29. República Democrática do Congo[24]
30. República do Congo[24]
31. Ilhas Cook[24]
32. Costa Rica[24]
33. Croácia[24]
34. Cuba[24]
35. Chipre[24]
36. República Tcheca[24]
37. Djibuti[24]
38. Dominica[24]
39. República Dominicana[24]
40. Equador[24]
41. Egito[24]
42. El Salvador[24]
43. Guiné Equatorial[24]
44. Eritreia[24]
45. Etiópia[24]
46. Fiji[24]
47. Gabão[24]
48. Gâmbia[24]
49. Geórgia[24]
50. Gana[24]
51. Grécia[24]
52. Granada[24]
53. Guiné[24]
54. Guiné-Bissau[24]
55. Guiana[24]
56. Honduras[26]
57. Hungria[24]
58. Indonesia[24]
59. Irã[24]
60. Iraque[24]
61. Costa do Marfim[24]
62. Jamaica[24]
63. Jordânia[27]
64. Cazaquistão[24]
65. Quênia[24]
66. Quiribáti[24]
67. Kuwait[24]
68. Quirguistão[24]
69. Laos[24]
70. Letônia[24]
71. Líbano[24]
72. Lesoto[24]
73. Libéria[24]
74. Líbia[24]
75. Lituânia[24]
76. Luxemburgo[24]
77. Madagascar[24]
78. Malawi[24]
79. Malásia[24]
80. Maldivas[24]
81. Mali[24]
82. Malta[24]
83. Mauritânia[24]
84. Maurício[28]
85. Micronésia[24]
86. Moldávia[24]
87. Mongólia[24]
88. Montenegro[24]
89. Marrocos[24]
90. Moçambique[24]
91. Mianmar[24]
92. Namíbia[24]
93. Nepal[24]
94. Nova Zelândia[24]
95. Nicarágua[24]
96. Níger[24]
97. Nigéria[24]
98. Niue[24]
99. Macedônia do Norte[24]
100. Omã[24]
101. Paquistão[24]
102. Palestina[24]
103. Panamá[24]
104. Papua-Nova Guiné[24]
105. Peru[24]
106. Polônia[24]
107. Portugal[24]
108. Catar[24]
109. Romênia[24]
110. Rússia[24]
111. Ruanda[28]
112. Samoa[24]
113. São Tomé e Príncipe[29]
114. Saudi Arabia[24]
115. Senegal[28]
116. Serbia[24]
117. Seychelles[24]
118. Sierra Leone[24]
119. Singapore[24]
120. Slovakia[24]
121. Slovenia[24]
122. Solomon Islands[24]
123. Somalia[24]
124. South Africa[24]
125. South Sudan[24]
126. Sri Lanka[24]
127. Sudan[24]
128. Suriname[24]
129. Syria[24]
130. Tajikistan[24]
131. Tanzania[24]
132. Thailand[24]
133. Timor-Leste[24]
134. Togo[24]
135. Tonga[24]
136. Trinidad and Tobago[24]
137. Tunisia[24]
138. Turkey[24]
139. Turkmenistan[24]
140. Uganda[24]
141. United Arab Emirates[24]
142. Uruguay[24]
143. Uzbekistan[24]
144. Vanuatu[24]
145. Venezuela[24]
146. Vietnam[24]
147. Yemen[24]
148. Zambia[24]
149. Zimbabwe[24]